# Нортгайм (район)
Нортгайм (нім. Northeim) — район у Німеччині, у складі федеральної землі Нижня Саксонія. Адміністративний центр — місто Нортгайм.

## Населення
Населення району становить 131 765 осіб (станом на 31 грудня 2021).

## Адміністративний поділ
Район складається з 7 міст і 4 громад (нім. Einheitsgemeinden).
Дані про населення наведені станом на 31 грудня 2021.
| 1. Айнбек (місто) (30420) 2. Бад-Гандерсгайм (місто) (9476) 3. Боденфельде (3002) 4. Гардегзен (місто) (7578) 5. Дассель (місто) (9511) 6. Калефельд (6127) 7. Катленбург-Ліндау (7036) 8. Морінген (місто) (6956) 9. Нертен-Гарденберг (8616) 10. Нортгайм (місто) (28981) 11. Услар (місто) (14062) |